# Mezzano

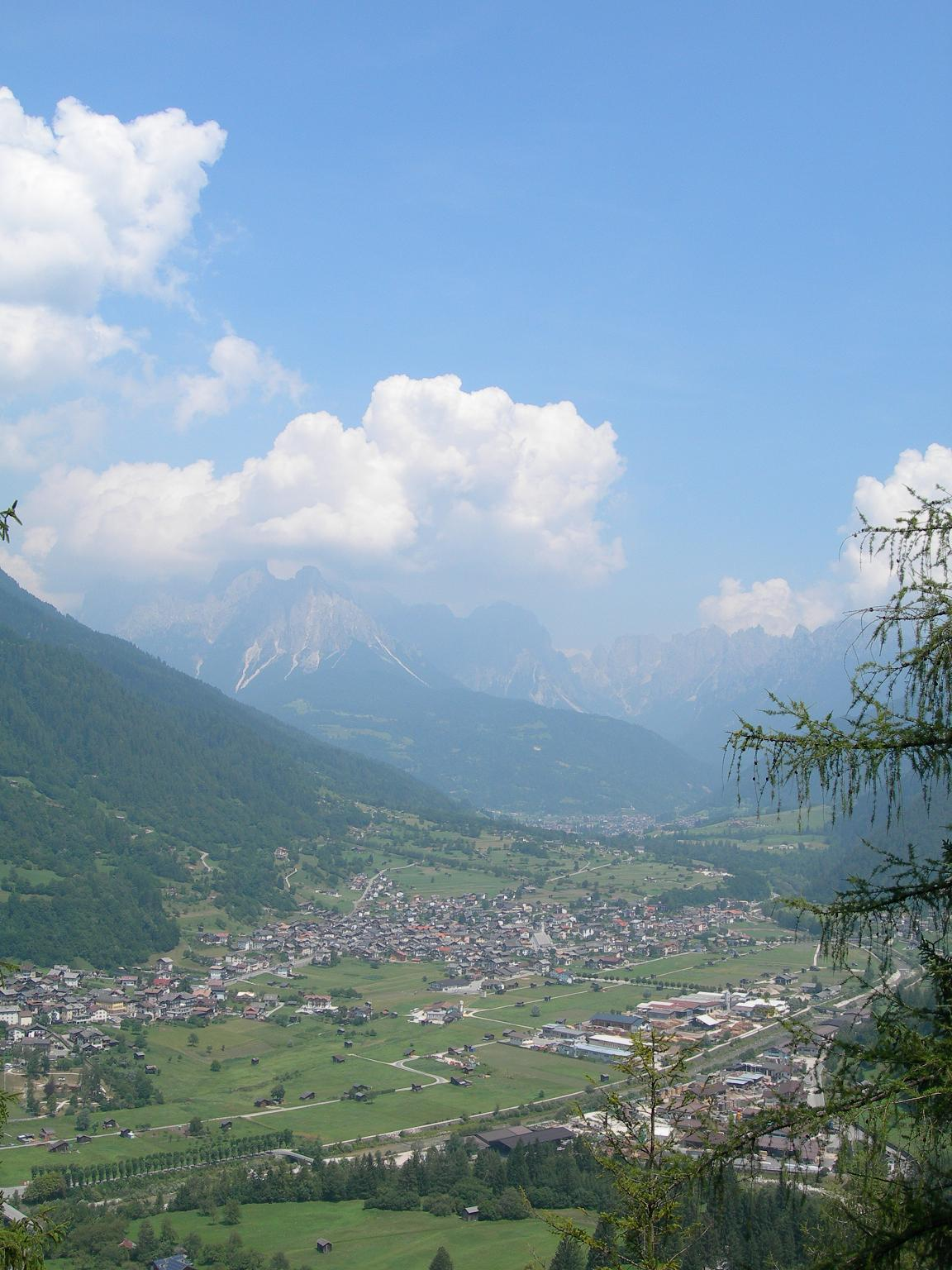
Mezzano

Mezzano (deutsch veraltet: Matzan im Taufers oder Mittersdorf; im lokalen Dialekt: Meδàn) ist eine norditalienische Gemeinde (comune) mit 1585 Einwohnern (Stand 31. Dezember 2023) im Trentino in der Region Trentino-Südtirol.
Die Gemeinde liegt etwa 60 Kilometer ostnordöstlich von Trient in der Talgemeinschaft Comunità di Primiero und grenzt unmittelbar an die Provinz Belluno (Venetien). Die Gemeinde liegt am Sturzbach (Torrente) Cismon.
Mezzano ist Mitglied der Vereinigung I borghi più belli d’Italia (Die schönsten Orte Italiens). 

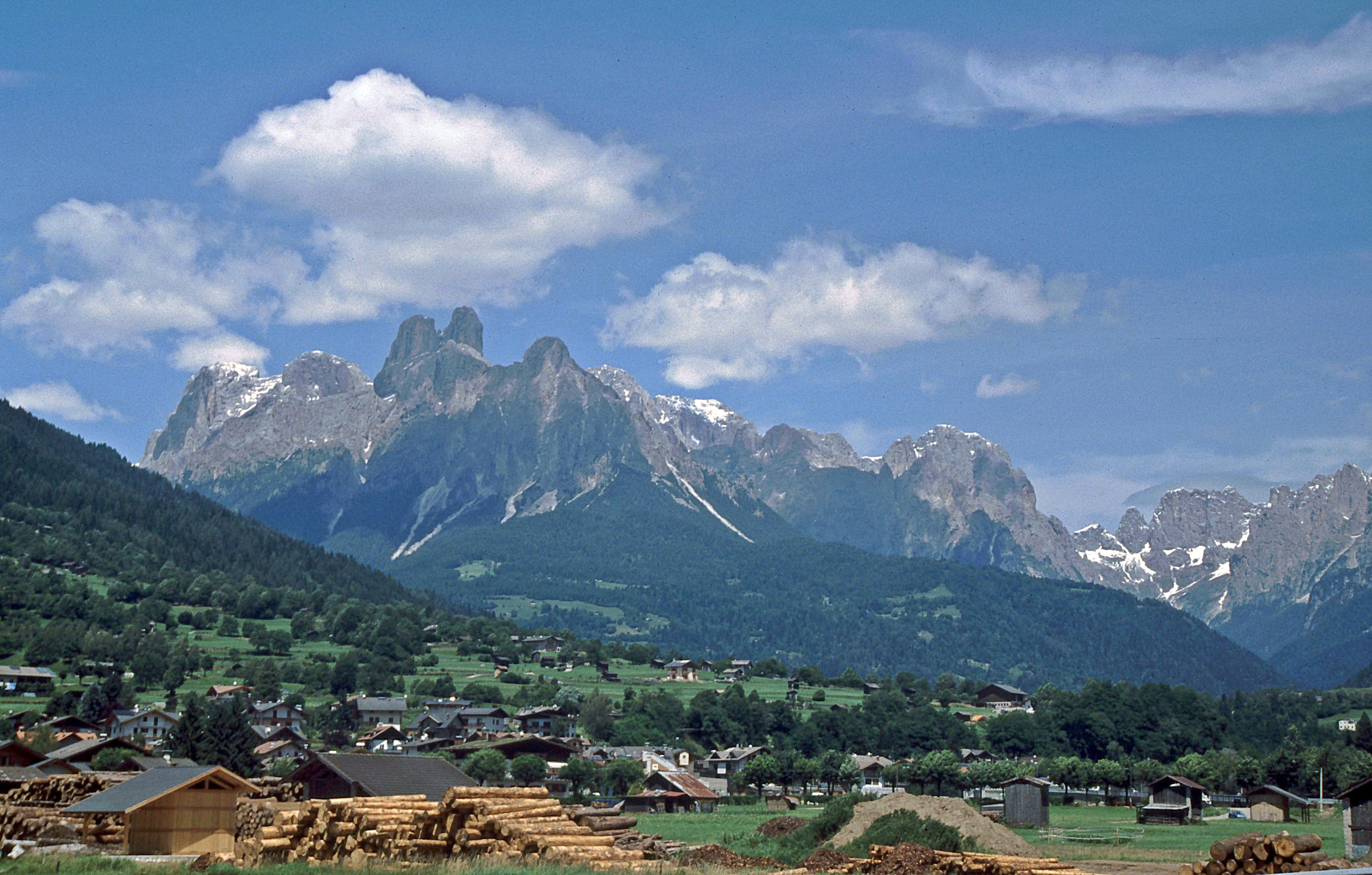
Mezzano mit Pala-Gruppe

## Verkehr
Durch die Gemeinde führt die Strada Statale 50 del Grappa e del Passo Rolle von Ponte nelle Alpi nach Predazzo.

## Söhne und Töchter der Stadt
- Giuseppina Negrelli (1790–1842), Kämpferin im Tiroler Freiheitskampf, in Mezzano beigesetzt.